# Smile (bài hát của Katy Perry)
"Smile" (tạm dịch: "Nụ cười") là một bài hát của ca sĩ người Mỹ Katy Perry nằm trong album phòng thu thứ sáu cùng tên sắp phát hành của cô ấy. Nó được phát hành vào ngày 10 tháng 7 năm 2020, bởi Capitol Records với vai trò là đĩa đơn thứ tư của album. Bài hát lấy sample từ "Jamboree" năm 1999 của Naughty by Nature. Bài hát nói về những thất bại và sự từ chối trước khi có thể phá vỡ nụ cười đó.

## Ý tưởng
Perry giải thích rằng "Smile" là câu chuyện về việc cô ấy lấy lại nụ cười của bạn và cô ấy đã viết "khi tôi trải qua một trong những giai đoạn đen tối nhất của cuộc đời và mất đi nụ cười".

## Phát hành
Một phiên bản demo của "Smile" đã bị rò rỉ vào tháng 5 năm 2020 và ban đầu có giọng hát của rapper người Mỹ Diddy. Bài hát được phát hành chính thức dưới dạng solo thay vào ngày 10 tháng 7 năm 2020 cùng với đơn đặt hàng trước của album.

## Đội ngũ tham gia
Trích từ Tidal.
- Katy Perry – lead vocals, songwriter
- Chris Anokute – A&R
- Josh Abraham – producer, songwriter
- Oligee – producer
- G Koop – producer, additional producer
- Anthony Criss – songwriter, credit song "Jamboree"
- Kier Gist – songwriter, credit song "Jamboree"
- Vincent Brown – songwriter, credit song "Jamboree"
- Benny Golson – songwriter
- Benny "Starrah" Hazzard – songwriter
- Ferras Alqaisi – songwriter
- Oliver Goldstein – songwriter
- Blake Harden – engineer
- CJ Mixed It – engineer
- Darth "Denver" Moon – engineer
- Louie Gomez – engineer
- Lauren Glucksman – A&R
- Manny Marroquin – mixer
- Chris Galland – mixing engineer
- Dave Kutch – mastering engineer
- Dave Richard – associated performer, trumpet
- Kamaria Anita Ousley – associated performer, background vocalist
- Lincoln Adler – associated performer, saxophone